# Isturgia tennoa
Isturgia tennoa is een vlinder uit de familie spanners (Geometridae). De wetenschappelijke naam is voor het eerst geldig gepubliceerd in 1978 door Pinker.
De soort komt voor in Europa.